# Guardas de aldeia
Os guardas de aldeia ou guardas rurais (em turco:  Korucular), oficialmente conhecidos como Türkiye Güvenlik Köy Korucuları ("Guardas de Aldeias de Segurança da Turquia"), são guardas de fronteira alinhados ao Comando Geral da Gendarmaria envolvidos no conflito curdo-turco, principalmente curdos, mas também circassianos, turcos, uzbeques e quirguizes. Originalmente, foram criados e financiados pelo Estado turco em meados da década de 1980, sob a direção de Turgut Özal. Seu objetivo declarado era atuar como uma milícia local em cidades e vilarejos, protegendo contra ataques e represálias dos insurgentes do Partido dos Trabalhadores do Curdistão (PKK). A lógica por trás do estabelecimento dos guardas de aldeia era que seria útil para o exército turco ter uma força adicional de pessoas que conhecessem a Região do Sudeste da Anatólia e o idioma para ajudar nas operações militares contra o PKK. Em 2019, a força consistia em aproximadamente 54.000 guardas de aldeia no total.